# Vince Melouney
Vince Melouney (Sydney, 18 d'agost de 1945) fou un dels components dels Bee Gees, un dels millors i més coneguts grups de Pop de la història.
Vince va formar part dels Bee Gees entre 1967 i 1968 i va participar, especialment com a guitarrista, en els àlbums First, Horizontal i Idea. Aquest últim disc conté una cançó escrita i cantada per Vince: Such a Shame. L'any 1999 va tocar a la banda que acompanyava els Bee Gees al concert One Night Only, al Stadium Australia de Sydney.
També ha estat en altres grups com, per exemple, Billy Thorpe & The Aztecs, Vince & Tony's Two i Fanny Adams.